# 鶴の湯温泉 (北海道)

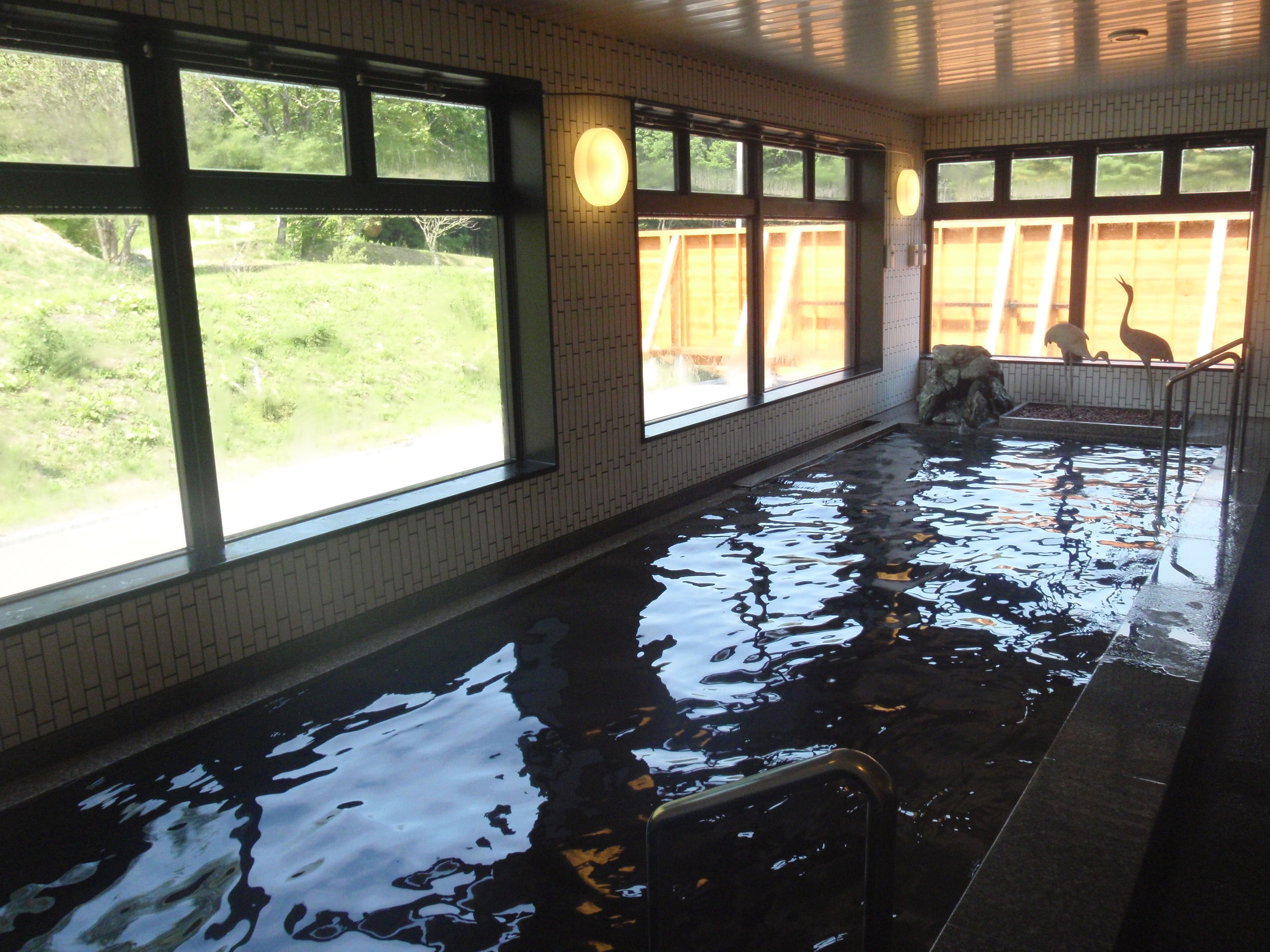
浴室

鶴の湯温泉（つるのゆおんせん）は、北海道勇払郡安平町早来北町にある温泉。

## 泉質
- 含硫黄 - ナトリウム - 塩化物・炭酸水素塩泉（低張性弱アルカリ性冷鉱泉）
  - 源泉温度 14.8度、pH 8.3（弱アルカリ性）
  - 淡黄色透明、無味、硫化水素臭

## 温泉地
宿泊施設と日帰り入浴施設を兼ねた施設が1軒がある。
温泉施設は内風呂のみで。加温濾過循環・掛け流し併用。

## 歴史
明治の初めに、鶴が水浴びをして傷を癒していたことから発見された。1902年（明治35年）開湯。安平町及び鶴の湯温泉の主張によれば、北海道では湯の川温泉に次いで2番目に長い歴史を持つとされる。しかし北海道にはそれ以前に開湯した温泉が複数あり、事実と反する。
旧早来町により温泉の再開発が計画されたが、町財政の悪化から2006年（平成18年）度以降へ先送りとされ、再開発計画が実質頓挫。早来町と追分町の合併問題の足枷の一部となっていた。
2008年（平成20年）12月環境総合大手の三友グループ(本社神奈川)に売却、温泉営業は継承された。施設を新築した後、2010年（平成22年）8月10日に営業再開した。

## アクセス
- 鉄道：室蘭本線早来駅より車で約5分
- 飛行機：新千歳空港から車で約15分
- バス：あつまバス「北町」停留所下車徒歩約5分